# Династия Кунеды
Династия Кунеды — династия бриттского происхождения. Позже один из представителей рода стал править в северных владениях Римской Британии. Его потомок, Кунеда, был призван Константином, сыном Магна Максима, ему на помощь в северо-западный Уэльс. Сам Кунеда, согласно родословным, был в 15-м поколении потомком неких Бели и Анны.

## История
В начале V века Кунеда стал самостоятельным правителем северо-западного Уэльса. После его смерти на его владениях образовалось несколько княжеств, каждое из которых было названо по имени внуков и сыновей Кунеды. Здесь и начинается первое разветвление. От Мерхиона, сына Тибиона, старшего сына Кунеды, произошли правители Мерионида. Род пересекся в VIII веке. От Эйниона произошли правители Гвинеда и Роса. Последним правителем Гвинеда был Хивел ап Родри, последним правителем Роса Гугон, внук этого Хивела. Дядя Гугона, Уриен, был побеждён своим соперником Мервином. Уриен бежал в Моргануг, где стал править полуостровом Гауэр. Среди его потомков числятся два рода Бодвел и Джонс. Последний представитель замечается в XVII веке. Динод и его потомки правили в Динодинге. Род пресёкся в X веке. Род Кередига пресёкся в 872 году, со смертью Гугона. Линия Ривона пресеклась со смертью Имара Ривониогского в VII веке. Потомки Догвайла правили в Догвелинге и в Гластенинге. Последний потомок Догвайла умер в IX веке. Исвайл и его потомки правили в Осмайлоге и в Мелирионе. От его потомка Оуайна произойдёт род Оуайнс, представители которого прослеживаются до конца XVII века.

## Генеалогическое древо
- Кунедда Вледиг
  - Типиаун
    - Мейрион
      - Кадваладр
        - Гурин Стриженая борода
          - Клидно
            - Гвитно Журавлиные ноги
              - Идрис Великан (умер в 632/634)
                - Суальда (ум.645)
                  - Брохвайл (ум.662)
                    - Эйнуд Короткий
                      - Эднивед
                        - Брохвайл
                          - Кинан
                            - Кадваладар (?)

      - Кадваллон
      - Блейдид
        - Св. Кинвелин
        - Св. Кинидин

  - Исфаэл Герой
  - Ривон
  - Динод
    - Эйнион, или Эйвион[2]
      - Дингад
        - Мейриг
          - Эйнион, или Эйвион[2]
            - Исааг, или Исаак[2]
              - Подген (Побиен) Старый[2]
                - Поедлеу, или Побдделу[2]
                  - Итион, или Эйвион[2]
                    - Брохвайл
                      - Эйгион
                        - Иойанвал, или Иейанавл[2]
                          - Карадог Вледиг[1]
                            - Блейдид
                              - Кихелм, или Кихелин[2]

  - Кередиг
    - Гартог
    - Св. Киндеирн, или сын Святого Кингара[3]
    - Св. Кингар
      - Св. Гвинллеу

    - Гланог
    - Мерхион
      - Кинвелин
        - Кередиг
          - Исаи, как потомок Кередига ап Кунеды[4].

    - Ител
      - Святой Догвайл

    - Самсон
      - Гугон

    - Кедик ап Кередик
      - Св. Аван
      - Св. Догед
      - Кинан
      - Ллаур
        - Гугаун

      - Луко
        - Лаук
          - Гугон Глетиврит[5]

      - Сант, его жена Св. Нонна, либо сын Кередига ап Кунедды
        - Святой Дэвид

    - Эйнион
      - Кенуур
        - Кинон

      - Кинидр Гелл

    - Корун, либо сын Кунедды[1]
      - Каранног, либо сын Кередига ап Кунеды
      - Святой Педрун
      - Святой Тидиуг
      - Святой Тисул
      - Святой Педир
      - Святой Тирног
      - Святой Кенеу
        - Кередик
          - Аннун, либо сын Кередига ап Кунеды
            - Динин (Дивеннен[6])
              - Каредик
                - Гардан
                  - Бангар

          - Исаи, как потомок Кередига ап Кунеды[4].
            - Сериул
              - Бодду
                - Артвоту
                  - Артлуис
                    - Клидог
                      - Сейсилл
                        - Артен (ум.804/807)
                          - Динвал
                            - Мейриг
                              - Анхарад, её муж Родри Великий, сын Мервина Угнетателя из династии Аберфрау
                              - Гугон (ум.871)

    - Гваура, её муж Гливис ап Тегид, их сын Гвинлиу Бородатый[7]
    - Сант
      - Святой Деви

    - Хидун Дун
      - Св. Исиллт[англ.]
        - Анауведа, её муж Будика II
        - Святой Тейло
        - Святой Мабон

    - Эйтон Чёрный[8](Эутин ап Кередиг[9]
      - Сейсилл
        - Лливарх
          - Клотиен Веснушчатый
            - Карадог
              - Мейриг
                - Эйнион
                  - Оуайн
                    - Тейтвалх
                      - Одуин

                    - Мейрион
                      - Гуган
                        - Каруэд
                          - Лливарх Серый
                            - Морид[8]
                              - Гугон (ум.871)

    - Ина
    - Гвен, мать Святого Падарна

  - Авлойг
  - Эйнион Вспыльчивый
    - Кадваллон Длиннорукий
      - ещё один сын[10]
      - Майлгун Длинный (ум.547)
        - Святая Эургайн, её муж Элидир Богатый
        - Эйнион
        - Алсер
        - Дойг
        - Хурн[11]
        - Хуал[11]
        - Домелха, её муж Айдан
        - Бруде I (ум.584/586)
        - Рин Длинный (ум.586)
          - Римо
          - Бели (ум.599)
            - Лид[11]
            - Иаго (ум.613)
              - Кадван (ум.616/625)
                - Тангно[11]
                - Эвейлиан, её муж Гуидр Друм
                - Кадваллон (ум.634/660)
                  - Кадваладр Благословенный (ум.664/682)
                    - Ивур (Ивор) (ум. 20 мая 689 года)
                    - Идвал Самец косули (ум.712[12]/720/734)
                      - Родри Лысый и Седой (ум.750/754)
                        - Кинан Диндайтуи или же сын лесничего Калидигана?
                          - Эссилт, её муж Гуриад Манау
                            - Мервин Угнетатель, основатель династии Аберфрау, (ум.844)

                    - Гургант
                    - Хивел

            - Нудд[13]
              - Св. Эдерн[13]

    - Рин[11]
    - Эйниау[10]
      - Брохвайл[11]
        - Тисилион[11]

    - Оуайн Белозубый (ум.517/520)
      - Эйнион Френхин
      - Св.Сириол
      - Св. Мейрион
      - Кинлас Рыжий
        - Оуайн
          - Майг

        - Майг
          - Аэддан(Канган)
            - Кадвал Крисбан (ум.613)
              - Идгвин
                - Эйнион
                  - Ривон
                    - Хивел
                      - Мейрион
                        - Карадог (ум.798/800)
                          - Хивел Сальная Борода (ум.825)

    - Ллир Марини[14]
    - Тегог[15]
      - Руол[16]
        - Ририд[17]
          - Менуид[18]
            - Майл, жил во времена Иаго ап Бели[19]

  - Догвайл
    - Элнау
      - Гласт
        - Элуд ап Глас, или же Элгуд Глас ап Илон[20]
          - Элайт
            - Мейриг
            - Кинуриг (Коурид)

        - Морвайл[21]
          - Мориен[22]
            - Ботан[23]
              - Морган[24]
                - Морхен[25]
                  - Морвинит[21]
                    - Меруит[26]
                      - Кадыор[27]
                        - Кадур[28]
                          - Мориен[22]
                            - Иднерт
                            - Эднивед

  - Эдерн
  - Майл
  - Койл
  - Арвистл
  - Гвен, её муж Амлауд Вледиг